# イワオウギ
イワオウギ (岩黄蓍、Hedysarum vicioides subsp. japonicum var. japonicum) はマメ科イワオウギ属の多年草である。別名をタテヤマオウギとも言い、中部以北の本州と北海道の亜高山帯から高山帯にかけての草地・砂礫地に分布する。花期は6-9月、やや黄色がかった白い小さな花が、茎の先に房状に10-30個咲く。根は木質で、乾燥に耐えられるようになっている。
よく似た種類にシロウマオウギやリシリオウギ、タイツリオウギ（いずれもイワオウギとは別属のゲンゲ属）があり、分布域も重なっている。イワオウギは他の種と比べて花が穂状に長いこと、また果実のなる季節であれば、さやに節があることで他種と識別できる。